# Amyloxenasma allantosporum
Amyloxenasma allantosporum är en svampart som först beskrevs av Franz Oberwinkler, och fick sitt nu gällande namn av Hjortstam & Ryvarden 2005. Amyloxenasma allantosporum ingår i släktet Amyloxenasma och familjen Amylocorticiaceae.   Inga underarter finns listade i Catalogue of Life.